# Esbjerg fB
El Esbjerg forenede Boldklubber es un club de fútbol profesional danés con sede en el puerto suroeste de Esbjerg. El club cuenta con instalaciones de entrenamiento y lucha en Gammel Vardevej y juega con camisetas de rayas azules y blancas. El club de fanes oficial se llama «Blue Knights». Actualmente se desempeña en la Segunda División de Dinamarca, tercera división del fútbol danés. 

## Historia

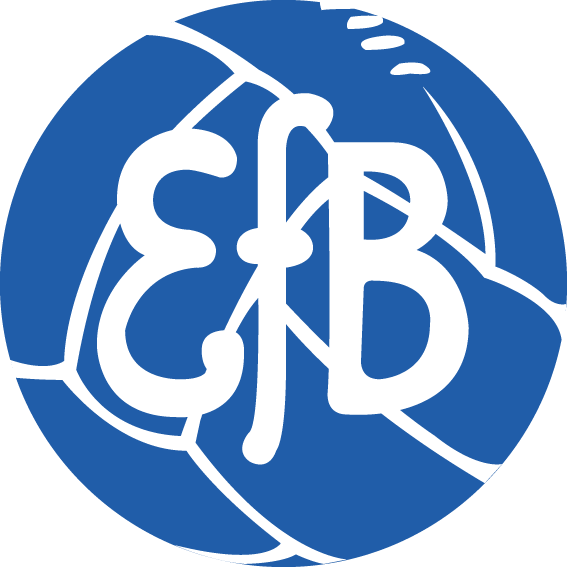
Logo Original.

El Esbjerg forenede Boldklubber se fundó oficialmente en 1924 como fusión entre el Esbjerg Boldklub af 1898 (E.B. 98) y el Esbjerg Amatørklub af 1911 (EAK) tras 12 años de competición entre ambos clubes. El nuevo club estaba impulsado por la ambición de algo más grande, que ya dio sus frutos el día después, cuando el mejor equipo inicial del club derrotó al Kolding IF por 7-0[2].
Los años dorados del club fueron en la primera mitad de la década de 1960 con el entrenador austriaco Rudi Strittich durante la mayor parte de la década. El club ganó el campeonato danés en 1961, 1962, 1963 y 1965 y ganó la Copa DBU en 1964. Este éxito se atribuye en gran parte al entrenador austriaco Rudi Strittich, así como a los delanteros Jens Peter Hansen y Carl Emil Christiansen.  En la temporada del campeonato de 1961, el Esbjerg estableció un récord en el estadio con 20.000 espectadores, ya que el Esbjerg ganó en casa el choque contra el KB por 3-1.  En 1968, el Esbjerg estuvo a punto de ganar otro campeonato, cuando el equipo tenía la misma cantidad de puntos que otros dos clubes antes de la última jornada, pero a pesar de ganar el último partido, el KB se hizo con el título por diferencia de goles. Al año siguiente, sin embargo, el Esbjerg sufrió el descenso de la máxima categoría, donde había jugado veinte temporadas seguidas.
En 1974, el Esbjerg fB logró de nuevo el ascenso a la máxima división, lo que marcó el inicio de la segunda época dorada del club. El Esbjerg volvió a ganar la Copa DBU en 1976. En 1977, Strittich regresó como entrenador, y con el portero Ole Kjær y el centrocampista Jens Jørn Bertelsen como impulsores en los años siguientes, el Esbjerg volvió a estar en lo más alto. El club ganó la medalla de bronce en 1977, y en 1978 el Esbjerg fB perdió la final de Copa contra el Frem tras una tanda de penaltis y un total de tres finales, todas ellas terminadas 1-1. Ese mismo año logró el segundo puesto en la máxima categoría, mientras que el equipo alcanzó la tercera ronda de la Copa de la UEFA, donde venció al Hertha BSC por 2-1 en la ida, pero perdió en el partido de vuelta en Berlín por 4-0.
En 1979, el Esbjerg fB ganó el quinto y último campeonato danés del club. Al año siguiente, el equipo eliminó al Halmstads BK en la Copa de Europa de Clubes Campeones. En la siguiente ronda, el Esbjerg perdió a domicilio por 3-0 ante el Spartak de Moscú, pero en el partido de vuelta, a punto de dar la campanada, el Esbjerg se impuso por 2-0.
En 1985, el Esbjerg estuvo a punto de ganar el torneo de Copa, pero perdió en la final por 3-2 ante el Lyngby con un gol poco antes del pitido final. El Esbjerg descendió de la máxima categoría en 1986 y a principios de los 90 estaba en tercera división. En 1999, el Esbjerg regresó a la Superliga danesa. Esta vez, su permanencia en la máxima categoría fue más permanente, logrando un tercer puesto en la temporada 2003-04 como mejor resultado, después de estar en primera a falta de cuatro jornadas. Durante esa temporada, batió récords, provocando la mayor goleada en casa del Brøndby IF, al vencerle por 6-1 en el estadio del Brøndby. En 2006 y 2008, el club alcanzó la final de Copa. En la temporada 2010-11 de la Superliga danesa, el EfB terminó 12º y descendió a la 1ª División danesa por primera vez desde la temporada 1999-2000.
El Esbjerg regresó a la Superliga en la temporada 2012-13 con éxito de la mano de su entrenador Jess Thorup, antiguo jugador del club, ya que el equipo consiguió ganar la Copa de Dinamarca por tercera vez en la historia del club con una victoria por 1-0 ante el Randers FC, clasificándose así para el fútbol europeo. Al mismo tiempo, lograron un cuarto puesto en la Superliga.

### Frederiksen y el éxito europeo
El 2 de mayo de 2013, el club anunció que Niels Frederiksen sucedería a Thorup al frente del equipo a partir del inicio de la temporada 2013-14 de la Superliga danesa. En la primera temporada bajo el mando de Frederiksen, el Esbjerg alcanzó los octavos de final de la Europa League, donde perdió 4-2 en dos partidos contra la Fiorentina italiana, pese a ganar 1-0 a domicilio en el estadio Artemio Franchi. Lo hizo tras superar la fase de grupos en segunda posición tras vencer al Standard de Lieja (2-1; 2-1) y al Elfsborg (2-1; 1-0), y perder dos partidos contra el campeón de grupo, el Red Bull Salzburgo (2-1; 3-0). El Esbjerg se había clasificado para la fase de grupos tras ganar al Saint-Étienne francés por un global de 5-3. Cuando la Federación Internacional de Historia y Estadística del Fútbol (IFFHS) publicó su lista de los mejores clubes del mundo, el Esbjerg ocupaba el puesto 79. Hans Henrik Andreasen formó parte del equipo de otoño en la Europa League entre los mejores jugadores del torneo. En la liga nacional, también tuvieron una temporada exitosa, terminando en quinto lugar, lo que clasificó al club para disputar la segunda ronda de la Europa League 2014-15.
En la temporada siguiente, el Esbjerg eliminó al Kairat Almaty kazajo por un global de 2-1 en la segunda ronda de clasificación, antes de enfrentarse al Ruch Chorzów polaco en la tercera ronda. En la ida, el Esbjerg empató a 0. Sin embargo, en la vuelta, un gol en el último minuto de Łukasz Surma para el Ruch Chorzów, que supuso el 2-2, acabó con las esperanzas del Esbjerg de avanzar en el torneo.  En la liga nacional, el Esbjerg había vendido a jugadores clave como Jakob Ankersen, Eddi Gomes y Martin Pušić durante el periodo invernal de traspasos, y en parte debido a ello el club luchó contra el descenso. En el último partido de la temporada, el Esbjerg evitó el descenso tras vencer por 2-1 a su rival por el descenso, el FC Vestsjælland.
El 10 de agosto de 2015, Frederiksen fue destituido por el Esbjerg con el equipo situado último en la tabla de la Superliga danesa tras cuatro partidos de la temporada 2015-16, y el presidente Søren Poulsen citó la «falta» de resultados nacionales como la razón detrás del despido Frederiksen fue sucedido por Jonas Dal.
En 2017, el Esbjerg abandonó la Superligaen tras perder la decisiva final por el descenso a doble partido contra el AC Horsens por un marcador global de 4-3. Sin embargo, el club regresó a la Superliga tras solo una temporada en la segunda división. En la temporada 2019-20, el club sufrió otro descenso tras una temporada tumultuosa.

### Nueva propiedad, descenso y polémicas
De julio de 2020 a mayo de 2021, Ólafur Kristjánsson fue el entrenador del club. A principios de esa temporada, en marzo de 2021, Chien Lee, Partners Path Capital, Pacific Media Group y Krishen Sud invirtieron en el Esbjerg fB y se convirtieron en accionistas mayoritarios. De este modo, el club pasó a formar parte del mismo grupo de propietarios que el Barnsley, el Oostende y el Nancy. El club no logró el ascenso a la Superliga en la temporada 2020-21, al terminar en tercera posición, a 14 puntos de los puestos de promoción.
En mayo de 2021, Peter Hyballa fue contratado como entrenador del club. Menos de dos meses después de asumir el cargo, el periódico danés B.T. informó de que varios jugadores del Esbjerg exigían su destitución tras «castigos mentales y físicos». Al día siguiente, Spillerforeningen, la Asociación Danesa de Jugadores, reprendió a la directiva del Esbjerg después de que el presidente estadounidense, Michael Kalt, rebajara el tono del conflicto e informara al JydskeVestkysten de que sólo unos pocos jugadores estaban implicados en la demanda. Un día después, Hyballa degradó a cuatro jugadores clave al equipo sub-19: Yuriy Yakovenko, Jakob Ankersen, Kevin Conboy y Zean Dalügge. El 15 de julio, el Spillerforeningen denunció al Esbjerg fB ante la Inspección de Trabajo danesa («Arbejdstilsynet») tras conocerse que Hyballa había golpeado y «aterrorizado mentalmente» a jugadores. La semana siguiente, Hyballa declaró que nunca había golpeado a nadie y que sólo había intentado motivar a sus jugadores.
El 24 de julio, Hyballa nombró al joven de 19 años Mads Larsen nuevo capitán del equipo. Tres días después, el 27 de julio, surgieron nuevas acusaciones contra Hyballa, esta vez por parte de Kasper Pedersen, que había rescindido su contrato de mutuo acuerdo el día anterior. Afirmó que Hyballa había creado un «ambiente horrible» y que había abandonado el club por culpa del entrenador.
El 28 de julio de 2021 jugadores del primer equipo del Esbjerg enviaron una carta abierta a la dirección del club en la que expresaban su «fuerte desconfianza» hacia Hyballa. En la carta, que también fue publicada en varios medios de comunicación, se mencionan varios episodios en los que Hyballa había maltratado física o mentalmente a los jugadores. En respuesta a la carta, el inversor y portavoz de la directiva del Esbjerg, Paul Conway, declaró a JydskeVestkysten que «[e]s tan poco profesional, nunca he vivido nada igual. Nunca pueden ser los jugadores los que decidan quién juega y quién es el entrenador".
El 11 de agosto, tras semanas de historias en la prensa y un mal comienzo de temporada, Hyballa dimitió como entrenador del Esbjerg y fue sustituido por Roland Vrabec. Fue destituido en marzo de 2022 tras siete meses, ya que el club estaba matemáticamente fuera del alcance del ascenso. Rafael van der Vaart fue nombrado entrenador interino. El 18 de marzo, en una derrota por 3-0 en casa ante el Lyngby, los gamberros del Esbjerg lanzaron petardos al campo y se amotinaron tras el partido, lo que se saldó con varios arrestos, ya que el equipo estaba inmerso en la lucha por el descenso. El 18 de mayo de 2022, el Esbjerg sufrió una devastadora derrota por 3-2 ante el Fremad Amager, cediendo una ventaja de 2-0. Esta derrota supuso la primera vez en 28 años que el Esbjerg perdía un partido. Esta derrota marcó la primera vez en 28 años que el Esbjerg descendía a la 2ª División danesa, la tercera categoría del país.
En marzo de 2024, la Unión Danesa de Fútbol restó tres puntos al Esbjerg en la 2ª División tras la reorganización del club, que pasó a ser propiedad local. A pesar de la resta de puntos, el club logró el ascenso a la 1ª División a falta de tres jornadas para el final, tras vencer a domicilio por 0-2 al Middelfart Boldklub el 24 de mayo de 2024. El 31 de mayo, el Esbjerg se proclamó campeón de liga tras vencer en casa por un contundente 6-0 al Akademisk Boldklub.

## Instalaciones
El Esbjerg forenede Boldklubber juega en Blue Water Arena, que es el nombre de Esbjerg Stadion en Gl. Vardevej y parte del parque deportivo Esbjerg. En 2004 se construyó un nuevo stand en el lado este de un estadio. En agosto de 2009 se completó un nuevo estadio con capacidad para 16.942 espectadores. Actualmente es el segundo estadio más grande de Jutlandia y el cuarto más grande de Dinamarca.
Ubicación: Gl. Vardevej 62, 6700 Esbjerg.
Año de construcción: 1955
Extendido / renovado: 1999, 2004, 2008–09
Capacidad: 16,942 (11,451 asientos)
Tamaño de paso: 105 x 68 metros
Iluminación: 1200 lux.
Asistencia récord: 22,000 (Esbjerg fB - KB, 1961)
Dirección: Gl Vardevej 82, 6700 Esbjerg.

## Palmarés

### Torneos nacionales
- Superliga de Dinamarca (5): 1961, 1962, 1963, 1965, 1979.
- Copa de Dinamarca (3): 1964, 1976, 2013.

## Participación en competiciones europeas
| Temporada | Competición      | Ronda            | Club              | Cómputo global | Ida     | Vuelta     |
| --------- | ---------------- | ---------------- | ----------------- | -------------- | ------- | ---------- |
| 1962/63   | Copa de Europa   | Clasificatoria   | Linfield FC       | 2-1            | 2-1 (F) | 0-0 (C)    |
| 1962/63   | Copa de Europa   | 1/8              | Dukla Praga       | 0-5            | 0-0 (C) | 0-5 (F)    |
| 1963/64   | Copa de Europa   | Clasificatoria   | PSV Eindhoven     | 4-11           | 3-4 (C) | 1-7 (F)    |
| 1964/65   | Recopa de Europa | 1R               | Cardiff City FC   | 0-1            | 0-0 (C) | 0-1 (F)    |
| 1966/67   | Copa de Europa   | 1R               | Dukla Praga       | 0-6            | 0-2 (C) | 0-4 (F)    |
| 1976/77   | Recopa de Europa | 1R               | Bohemian FC       | 1-3            | 1-2 (F) | 0-1 (C)    |
| 1978/79   | UEFA Cup         | 1R               | IK Start          | 1-0            | 0-0 (F) | 1-0 (C)    |
| 1978/79   | UEFA Cup         | 2R               | KuPS Kuopio       | 6-1            | 2-0 (F) | 4-1 (C)    |
| 1978/79   | UEFA Cup         | 1/8              | Hertha BSC        | 2-5            | 2-1 (C) | 0-4 (F)    |
| 1979/80   | UEFA Cup         | 1R               | TJ Zbrojovka Brno | 1-8            | 0-6 (F) | 1-2 (C)    |
| 1980/81   | Copa de Europa   | 1R               | Halmstads BK      | 3-2            | 0-0 (F) | 3-2 (C)    |
| 1980/81   | Copa de Europa   | 1/8              | Spartak Moscú     | 2-3            | 0-3 (F) | 2-0 (C)    |
| 2003/04   | UEFA Cup         | Clasificatoria   | FC Santa Coloma   | 9-1            | 5-0 (C) | 4-1 (F)    |
| 2003/04   | UEFA Cup         | 1R               | Spartak Moscú     | 1-3            | 0-2 (F) | 1-1 (C)    |
| 2004      | Intertoto Cup    | 1R               | NSÍ Runavík       | 7-1            | 3-1 (C) | 4-0 (F)    |
| 2004      | Intertoto Cup    | 2R               | OGC Nice          | 2-1            | 1-0 (C) | 1-1 (F)    |
| 2004      | Intertoto Cup    | 3R               | FK Vėtra Vilnius  | 5-1            | 1-1 (F) | 4-0 (C)    |
| 2004      | Intertoto Cup    | 1/2              | FC Schalke 04     | 1-6            | 1-3 (C) | 0-3 (F)    |
| 2005/06   | UEFA Cup         | Clasificatoria 1 | FC Flora Tallinn  | 7-2            | 1-2 (F) | 6-0 (C)    |
| 2005/06   | UEFA Cup         | Clasificatoria 2 | Tromsø IL         | 1-1 (2-3 ns)   | 0-1 (C) | 1-0 nv (F) |
| 2013/14   | Europa League    | Play-off         | AS Saint-Étienne  | 5-3            | 4-3 (C) | 1-0 (F)    |
| 2013/14   | Europa League    | Grupo C          | Red Bull Salzburg | 1-5            | 1-2 (C) | 0-3 (F)    |
| 2013/14   | Europa League    | Grupo C          | IF Elfsborg       | 3-1            | 2-1 (F) | 1-0 (C)    |
| 2013/14   | Europa League    | Grupo C          | Standard Lieja    | 4-2            | 2-1 (F) | 2-1 (C)    |
| 2013/14   | Europa League    | 2R               | ACF Fiorentina    | 2-4            | 1-3 (C) | 1-1 (F)    |
| 2014/15   | Europa League    | Clasificatoria 2 | Kairat Almaty     | 2-1            | 1-1 (F) | 1-0 (C)    |
| 2014/15   | Europa League    | Clasificatoria 3 | Ruch Chorzów      | 2-2 u          | 0-0 (F) | 2-2 (C)    |
| 2019/20   | Europa League    | Clasificatoria 2 | Shaktar Saligorsk | 0-2            | 0-2 (F) | 0-0 (C)    |

## Jugadores

### Plantilla 2019-20
- = Lesionado de larga duración
- = Capitán